# Klokan Matschieův
Klokan Matschieův (Dendrolagus matschiei) je druh stromového klokana, který se vyskytuje na Nové Guineji. Byl objeven v roce 1907 v horských deštných pralesích.

## Výskyt
Tito klokani žijí ve východním cípu ostrova Nová Guinea. Vyskytují se hlavně v horách táhnoucích se až k severovýchodu s řekou Sepik. Hory vysoké až 4 000 m n. m. jsou skoro až ke špičkám prorostlé pralesy. Tudíž žijí v tropických lesích a zdržují se hlavně ve vrcholcích stromů. Na zem sestupují jen výjimečně v noci, kde se pohybují skákáním jako ostatní klokani. Jeho výskyt je znám i na ostrově Umboi, ale tam byl pravděpodobně vysazen.

## Popis
Klokan Matschieův je největší stromový klokan. Jeho srst bývá tmavě hnědá až do hnědožluta, břicho a čumák jsou bílé. Srst musí být hustá, drsná a nepromokavá. Jelikož šplhají, mají svalnaté nohy se silnými drápy a ohnutými, ostrými špičkami. Jeho chodidla jsou široká a drsná, aby se udržel na stromech. Na předních končetinách má pohyblivý palec, ten umožňuje dobré uchopení větví. Délka těla je okolo 42–64 cm. Ocas může měřit 41–68 cm, ten používá ke kormidlování při skocích. Ocas není ovíjivý. Váží pouhých 6–11 kg. Klokan Matschieův vypadá při skákání trochu nemotorně, ale při šplhání je sebejistý a mrštný. Je schopen skákat z větve na větev se vzdálenosti až 10 m. Neublíží si ani při skoku z výšky 20 m, ale většinou dává přednost klidnému sestupu pozadu. Dožívá se 8-10 let ve volné přírodě a v zajetí až 20 let.

## Způsob života
Způsob života není moc prozkoumaný. V zajetí se chová jen ojediněle. Patří mezi samotářská zvířata. Živí se listy, výhonky a plody. Je ohrožen kácením lesů a ztrátou životního prostředí.

## Péče o mláďata
Klokan Matschieův má jedno mládě, které kojí jeden rok. Samice je březí 32 dní. Mládě měří pouhý 1 cm, a váží 1 g. To ihned po narození vyšplhá do matčina vaku. Po roce mláděti narostou silné drápy a začne z matčina vaku vylézat. Pád ze stromu je pro mládě smrtelný.